# Emil Wiechert

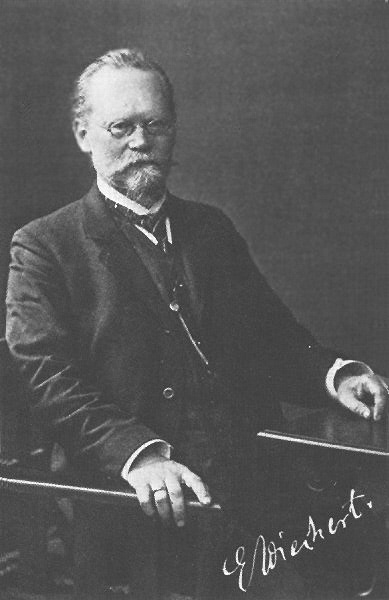
Emil Wiechert

Johann Emil Wiechert (Tilsit, 26 december 1861 – Göttingen, 19 maart 1928) was een Duitse natuurkundige en pionier in de seismologie.
Wiechert studeerde in Koningsbergen aan de Albertina Universiteit, waar hij in 1889 promoveerde en een jaar later zijn habilitatie volbracht. Hij deed daarbij onderzoek naar de opbouw van materie, kathodestralen en elektriciteit. In 1891 stapte hij over naar de Universiteit van Göttingen, waar hij in 1897 hoogleraar geofysica werd. In 1902 bouwde hij een seismograaf, die tegenwoordig de oudste nog functionerende seismograaf ter wereld is. Wiechert deed belangrijk werk in de destijds nieuwe seismologie, waarin hij een aantal belangrijke ontdekkingen deed. Onder zijn leerlingen bevonden zich een aantal belangrijke seismologen zoals Karl Zoeppritz, Beno Gutenberg en Ludwig Geiger.
Wiechert deed ook onderzoek naar elektromagnetische velden en stelde aan de hand van de Maxwellvergelijkingen de Liénard-Wiechertpotentiaal op, die het elektromagnetische veld voor een bewegende puntlading beschrijft.
Wiechert was initiatiefnemer bij het oprichten van het Deutsche Geophysikalische Gesellschaft. Het DGG heeft een medaille naar hem genoemd.
Verder naar Wiechert vernoemd zijn:
- een inslagkrater op de achterkant van de Maan;
- de samen met Beno Gutenberg ontdekte seismische discontinuïteit, de Wiechert-Gutenbergdiscontinuïteit.